# Okręgowe rozgrywki w piłce nożnej woj. warmińsko-mazurskiego (2005/2006)

## I, II i III liga
Drużyny z województwa warmińsko-mazurskiego występujące w ligach centralnych i makroregionalnych:
- I liga – brak
- II liga – Finishparkiet Nowe Miasto Lubawskie
- III liga – Jeziorak Iława

## IV liga
| Poz. | Klub                | M  | Pkt. | Bramki |
| ---- | ------------------- | -- | ---- | ------ |
| 1    | Olimpia Elbląg      | 34 | 85   | 77-21  |
| 2    | DKS Dobre Miasto    | 34 | 79   | 61-19  |
| 3    | Stomil Olsztyn      | 34 | 72   | 72-23  |
| 4    | Płomień Ełk         | 34 | 60   | 74-53  |
| 5    | Motor Lubawa        | 34 | 52   | 55-48  |
| 6    | Start Działdowo     | 34 | 51   | 51-49  |
| 7    | Huragan Morąg       | 34 | 51   | 42-33  |
| 8    | Granica Kętrzyn     | 34 | 45   | 52-53  |
| 9    | Sokół Ostróda       | 34 | 45   | 50-36  |
| 10   | Polonia Pasłęk      | 34 | 44   | 49-70  |
| 11   | Mrągowia Mrągowo    | 34 | 44   | 50-50  |
| 12   | Rominta Gołdap      | 34 | 41   | 44-50  |
| 13   | Start Nidzica       | 34 | 40   | 46-46  |
| 14   | Warmiak Łukta       | 34 | 39   | 44-61  |
| 15   | Victoria Bartoszyce | 34 | 32   | 51-81  |
| 16   | Olimpia Olsztynek   | 34 | 30   | 42-67  |
| 17   | Orlęta Reszel       | 34 | 25   | 35-83  |
| 18   | Mazur Ełk           | 34 | 20   | 34-86  |

## Klasa okręgowa

### grupa I
- awans: MKS Szczytno, Mamry Giżycko
- spadek: Jurand Barciany, GLKS Jonkowo, Błękitni Pasym

### grupa II
- awans: Zatoka Braniewo, Zamek Kurzętnik
- spadek: Czarni Rudzienice, Syrena Młynary, Wałsza Pieniężno

## Klasa A
- grupa I:
  - awans: Olimpia Miłki
  - spadek: MLKS Orzysz
- grupa II:
  - awans: ZKS Olimpia Elbląg
  - spadek:Unia Susz
- grupa III:
  - awans: Leśnik Nowe Ramuki
  - spadek: LZS Knopin, LZS Smolajny
- grupa IV:
  - awans: Orzeł Janowiec Kościelny
  - spadek: Jordan Kazanice

## Klasa B
- grupa I - awans: Kłobuk Mikołajki
- grupa II - awans: Sambia Świątki
- grupa III -awans: Zamek II Kurzętnik
- grupa IV - awans: Vel Dąbrówno
- grupa V - awans: Strażak Gryźliny
- grupa VI - awans: Stomilowcy Olsztyn
- grupa VII -awans: Kormoran Lutry

## Wycofania z rozgrywek
LZS Smolajny, Rezerwat Karaś, Leśnik Boguchwały, Źródlani Łyna, Liga Pakosze, Orzyc Janowo, Pasłęka Bemowizna, Gmina Kozłowo, Petrimex Korsze, MLKS Orzysz, Błękitni Montowo, Mlexer Elbląg, Olimpia II Olsztynek

## Nowe zespoły
Fala Warpuny, Pasłęka Bemowizna, LZS Rumienica, Pruski Iłowo, KP Szczytno, Gmina Kozłowo, Stomilowcy Olsztyn, Omulew Wielbark